# دائرة بن سرور
دائرة بن سرور هي إحدى دوائر ولاية المسيلة الجزائرية.